# Grasshopper Club Zürich femminile 2015-2016
Questa voce raccoglie le informazioni riguardanti lo Grasshopper Club Zürich (femminile) nelle competizioni ufficiali della stagione 2015-2016.

## Rosa
Rosa aggiornata alla fine della stagione.
| N. |                     | Ruolo | Calciatrice          |
| -- | ------------------- | ----- | -------------------- |
| 4  | Svizzera (bandiera) | C     | Marina Marty         |
| 5  | Svizzera (bandiera) | C     | Jessica Berger       |
| 7  | Svizzera (bandiera) | D     | Mirjam Betschart (c) |
| 8  | Svizzera (bandiera) | A     | Caroline Müller      |
| 10 | Germania (bandiera) | D     | Melissa Stickel      |
| 11 | Svizzera (bandiera) | A     | Carina Roscic        |
| 12 | Svizzera (bandiera) | P     | Susanne Stutz        |
| 14 | Svizzera (bandiera) | D     | Jasmin Wirthner      |
| 15 | Svizzera (bandiera) | C     | Romana Trajkovska    |
| 16 | Svizzera (bandiera) | D     | Celina Tenini        |

| N. |                     | Ruolo | Calciatrice          |
| -- | ------------------- | ----- | -------------------- |
| 18 | Svizzera (bandiera) | C     | Selina Eymann        |
| 19 | Svizzera (bandiera) | D     | Naja Glanzmann       |
| 20 | Svizzera (bandiera) | C     | Murielle Saxer       |
| 21 | Svizzera (bandiera) | D     | Sarah Steinmann      |
| 22 | Svizzera (bandiera) | A     | Julia Schneider      |
| 23 | Svizzera (bandiera) | C     | Margaux Kalberer     |
| 24 | Svizzera (bandiera) | C     | Laura Walker         |
| 27 | Svizzera (bandiera) | C     | Alicia Brandenberger |
| 35 | Svizzera (bandiera) | P     | Nadja Furrer         |